# George Beverly Shea
George Beverly Shea (Winchester, Ontario, 1 de febrero de 1909 - Montreat (Carolina del Norte), 16 de abril de 2013) fue un compositor y cantante cristiano metodista perteneciente a al Wesleyan Methodist Church canadiense-estadounidense, ganador de un Grammy Awards el 11 de febrero de 2011.
Según el Libro de los Record Guinness, tiene el récord de cantar al frente a casi más de 220 millones de personas en vivo.[cita requerida] También es muy reconocido por haber compuesto el mayor y conocido canto Prefiero a mi Cristo (I'd Rather Have my Jesus).
Falleció el 16 de abril de 2013 a los 104 años, por causa de un derrame cerebral, y fue nombrado como un tesoro de la música cristiana norteamericana.